# Ареф Али Найед
Ареф Али Найед (араб. عارف علي النايض‎; род. 1962 год, Бенгази, Королевство Ливия) — ливийский исламский учёный, бывший посол Ливии в Объединённых Арабских Эмиратах. Найед является основателем и директором Kalam Research & Media (KRM), базирующейся в Триполи и Дубае. До начала гражданской войны в Ливии он читал лекции по исламскому богословию, логике и духовности в Медресе Османа Паша и руководил аспирантами в Колледже исламского призыва.
В 2011 году он был назначен Национальным переходным советом координатором Целевой группы Триполи. Когда Триполи был занят повстанцами в конце августа 2011 года, полномочия были расширены, и он был назначен ведущим координатором Ливийской группы по стабилизации. Ранее в этом году он был координатором отдела поддержки исполнительной команды Национального переходного совета Ливии. Также он является секретарём Сети Свободной Улемы — Ливии.
По данным иорданского Королевского института исламской мысли «Ахль аль-Байт», Найед занимает 47-е место среди 500 самых влиятельных мусульман в мире.
В 2018 году заявил об участии в выборах президента Ливии.